# Porcelain (Moby)
Porcelain è un singolo del musicista statunitense Moby, pubblicato il 12 giugno 2000 come sesto estratto dal quinto album in studio Play.
Divenne con il tempo uno dei brani più famosi e apprezzati del musicista per varie sue caratteristiche peculiari nella composizione della musica e del testo. Quest'ultimo, molto malinconico e triste, venne scritto dallo stesso Richard Hall, che si ispirò ad una relazione avuta tempo addietro con una donna non ben identificata, mentre l'ossatura del pezzo venne creata riversando una parte di una composizione per orchestra di Ernest Gold chiamata Fight for Survival e registrata per il film "Exodus" del 1960.
La critica musicale mondiale la elogiò per la sua ricchezza di poesia e sensibilità e, proprio per la posizione che occupa nel disco (alla terza traccia), la considerò come uno dei punti più alti di quest'ultimo, subito dopo Honey.

## Descrizione
Porcelain venne composta e registrata da Moby nel suo appartamento a Little Italy (Manhattan). Trovò, come già accennato, l'ispirazione in una disastrosa relazione avuta molti anni prima con una donna sconosciuta. Parlando di questo argomento in un'intervista con Billboard, affermò che: «Sono stato molto coinvolto in questo affare con una donna davvero meravigliosa che io ho amato molto. Ma sapevo nel profondo del mio cuore che non avremmo mai avuto una relazione veramente romantica. Quindi era come essere innamorato di qualcuno, con cui non dovevi stare.» Per quanto riguarda invece il brano in sé per sé, egli confessò che all'inizio non gli piacque per niente perché il suono era "rozzo" e la sua voce "troppo debole". Perciò lo etichettò come "discreto" ritenendo che «nessuno l'avrebbe ascoltato» - tuttavia, alla fine decise di inserirlo su Play.
Cantata da Moby stesso Porcelain si discosta molto dal sound synthpop/dance che pervade la prima parte dell'album, dove è situata. Di fatto ha un tempo abbastanza lento (96 bpm), caratteristico della musica ambient. 
È in tonalità di mi bemolle maggiore e segue un costante ciclo di accordi in progressione (Sol minore, Si bemolle maggiore, Fa minore, La bemolle maggiore) tranne che nel bridge che parte a 2:12 e che finisce a 2:32. Anche la lirica si presenta abbastanza introspettiva e malinconica in quanto tratta del fatto di «amare qualcuno, ma di dover rompere con lui comunque.»

### Strumentazione
Gli strumenti che eseguono la melodia principale sono un pianoforte ritmico e i violini riversati del campionamento, accompagnati da sintetizzatori e vocalizzi (fatti da Pilar Basso). Il ritmo invece è dettato da una drum machine.

## Accoglienza
Porcelain venne generalmente accolto favorevolmente dalla critica musicale. Alexandra Marshall di MTV lo soprannominò «un piccolo frammento lussureggiante che suona come un nastro da un EP dei Magnetic Fields.» Un giornalista del Birmingham Evening Mail scrisse che «la melodia pulita e l'atmosferica voce» creano un «paesaggio ben distinto» e Brent DiCrescenzo di Pitchfork ha osservato come il pezzo «scivola lentamente giù nelle gole come il litio.» Anche David Browne dell'Entertainment Weekly, che aveva precedentemente detto che Play necessitasse di una "potata", lo esaltò come un'eccezione dell'intero lavoro in studio. Nella loro funzione di "Chartslot", il Daily Record ha detto che esso è «l'ideale per rilassarsi a in una sera d'estate.» Jim DeRogatis del Chicago Sun-Times ha caratterizzato le canzoni Honey e Porcelain, come «emozionali e coinvolgenti» aggiungendo che se «non vi trasportano (in tutti i sensi), allora probabilmente non avete alcuna sensibilità.» Playlouder nominò la composizione il ventiseiesimo miglior singolo del 2000, definendola «la più schiacciante e celeste» dell'album e lodandola per la sua combinazione di melodie di pianoforte con la voce di Moby «ossessivamente stregata». La branca di The Village Voice Pazz & Jop d'altro cantò la posizionò al cinquantaseiesimo posto della sua lista di migliori brani di quel periodo e Q magazine al numero 253 di quella delle 1001 canzoni più belle di sempre.

## Successo commerciale
La canzone venne pubblicata come il sesto singolo di Play il 12 giugno 2000 e, come tutte le altre canzoni dell'album, fu licenziata per essere usata in pubblicità, programmi televisivi e film. Il primo ad usufruirne fu il regista inglese Danny Boyle, che la inserì nella colonna sonora di The Beach di quello stesso anno. A seguire ci furono poi Volkswagen Polo, Bosch, France Télécom. e Carlo Verdone che la usò nei titoli di coda di C'era un cinese in coma. Così facendo Porcelain diventò uno dei pezzi più famosi dell'album (basti pensare che lo stesso Moby la considerò la composizione di riferimento di quest'ultimo).

## Video musicale
Esistono due versioni differenti del videoclip.
Il primo video, diretto da Nick Brandt, vede Moby seduto sul sedile di una automobile in movimento, ma senza autista; l'auto viaggia per una città, lungo una strada, in una foresta ed alla fine in un campo, dove stanno pascolando delle mucche. L'automobile in più di una occasione evita in extremis delle collisioni.
Il secondo video, diretto da Jonas Åkerlund, vede un primissimo piano dell'occhio di una persona e delle immagini riflesse in esso. Nell'occhio si vede riflesso Moby che esegue il brano, oltre che visi di altre persone, e delle mani che suonano il pianoforte, nella parte musicale del brano.

## Tracce
CD Single
1. Porcelain
2. Porcelain (Rob Dougan Remix)

CD Mute 252
1. Porcelain (Single Version) – 3:32
2. Flying Over The Dateline – 4:48
3. Summer – 5:55

## Classifiche
| Paese             | Posizione più alta |
| ----------------- | ------------------ |
| Belgio (Fiandre)  | 54                 |
| Belgio (Vallonia) | 52                 |
| Francia           | 99                 |
| Germania          | 63                 |
| Irlanda           | 26                 |
| Islanda           | 14                 |
| Italia            | 30                 |
| Nuova Zelanda     | 17                 |
| Paesi Bassi       | 68                 |
| Regno Unito       | 5                  |
| Repubblica Ceca   | 31                 |
| Svizzera          | 79                 |